# Pismo fonetyczne
Pismo fonetyczne – system pisma, które jest graficznym odpowiednikiem mowy. Znak pisma fonetycznego odzwierciedla dźwięki mowy. Symbolom pisma fonetycznego nie nadaje się znaczenia przedmiotu, idei lub pojęcia, jak to miało miejsce w piśmie piktograficznym lub ideograficznym – czyli znakami pisma fonetycznego nie są obrazki, które niezależnie od mowy tłumaczone są same przez się, tylko znaki, którym znaczenie nadaje się przez pryzmat języka. Poszczególne znaki oznaczają głoski lub ich grupy i ich ciąg przybiera określone znaczenie po określeniu języka, który przedstawiają. W piśmie fonetycznym nie zachodzi zależność pomiędzy kształtem symbolu a dźwiękiem, który oznacza (dla przykładu, znaki „k” w alfabecie łacińskim i „к” w cyrylicy przedstawiają ten sam dźwięk). Pismo fonetyczne ma dwa typy: sylabiczny i alfabetyczny.